# Yamaha YX600 Radian
La Yamaha YX600 Radian è una motocicletta prodotta dalla casa motociclistica giapponese Yamaha dal 1986 al 1990.

## Profilo e contesto
La YX600 Radian era una moto sportiva di media cilindrata, dotata di un motore raffreddato ad aria con architettura a 4 cilindri in linea che proveniva dalla Yamaha XJ600 e dalla Yamaha FZ600 ma leggermente depotenziata, dalla cilindrata di 599 cm³ a quattro tempi con distribuzione bialbero, con carburatori Mikuni e telaio più piccoli derivati dalla Yamaha 550 Maxim.